# Вышивка гладью

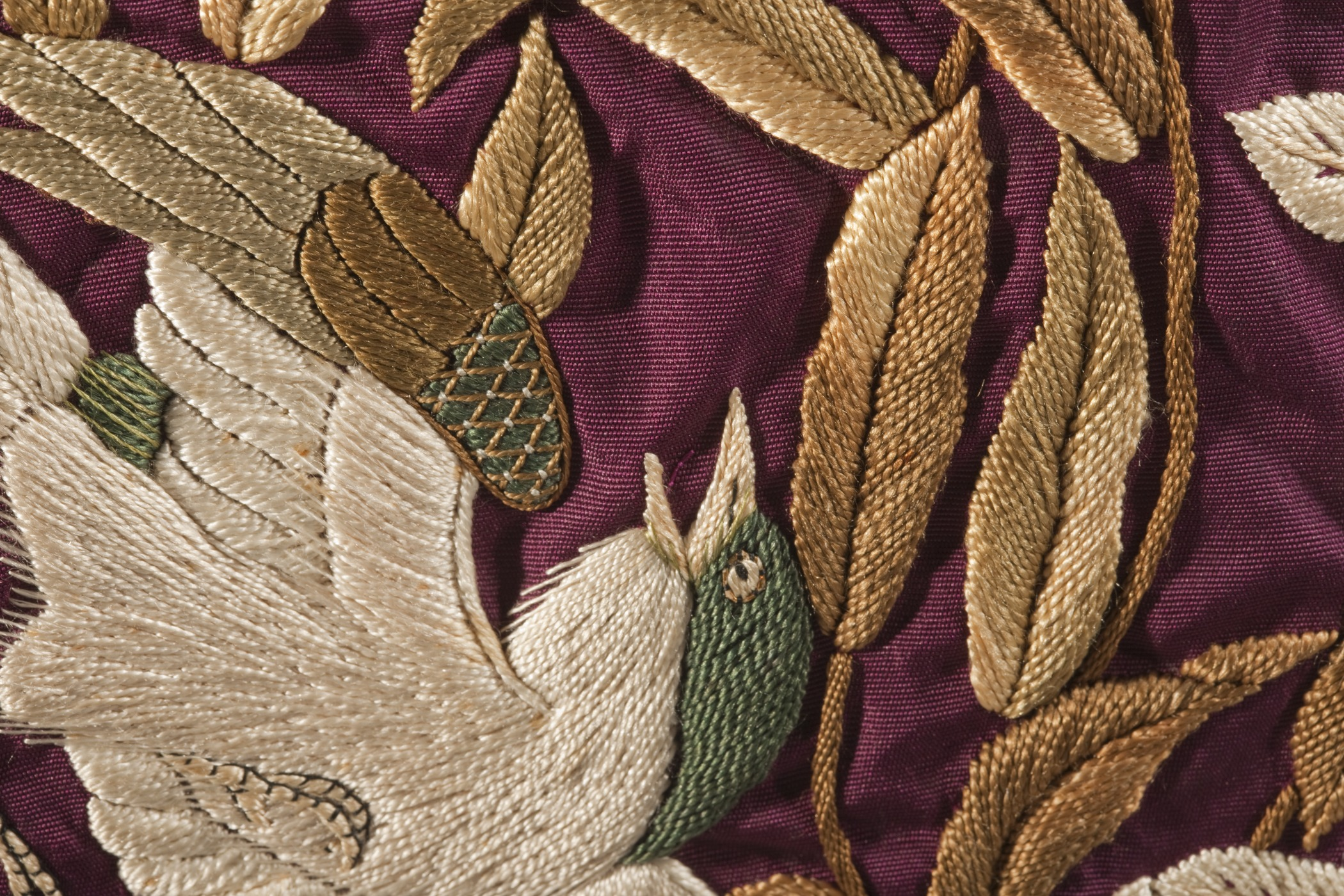
Дамское платье, выполненное на экспорт, Иокогама, ок. 1885 (фрагмент вышивки).

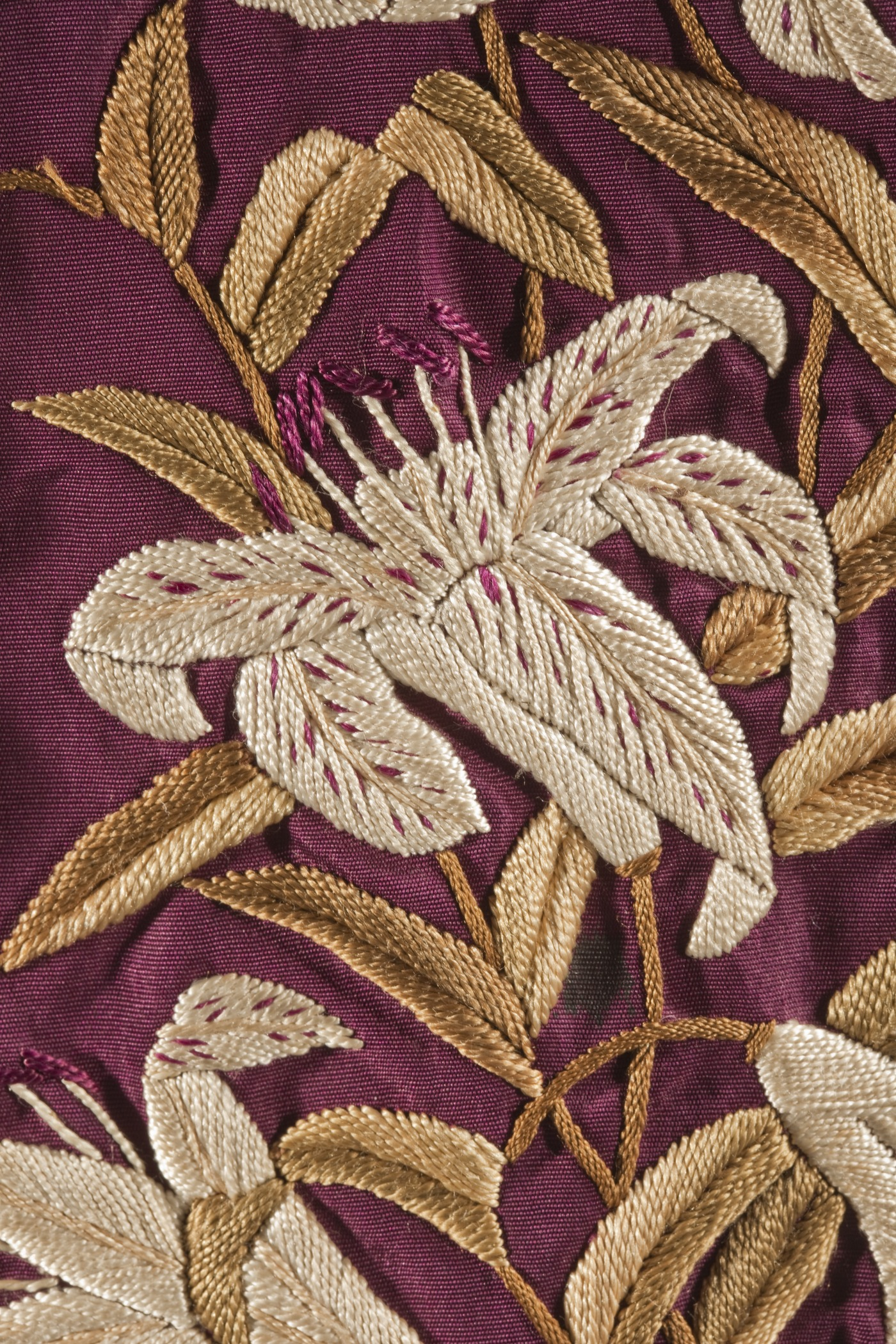

Вы́шивка гла́дью — вид вышивки, в которой стежки наносятся на ткань, полностью заполняя гладь[неизвестный термин] полотна. В этой технике применяются различные виды швов и приёмов.

## Виды глади

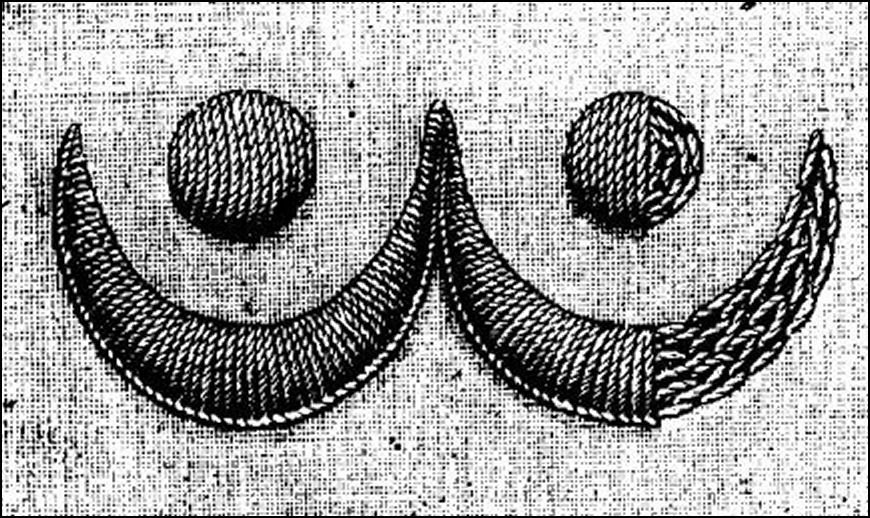
Гладь с настилом

- Плоская гладь — двусторонняя вышивка прямым стежком, стежки плотно укладываются друг к другу.
- Гладь с настилом — объёмная вышивка прямым стежком в одном направлении по основе, сделанной стежками в другом, перпендикулярном направлении. Для настила могут использоваться и другие стежки («в россыпь», «в раскол» и т. п.)
- Теневая гладь — выполняется нитками разных цветов.
- Гладь вприкреп[англ.].
- Прорезная гладь («ришелье») — сквозная вышивка, при которой в ткани прорезаются отверстия разной величины и формы.
- Владимирский шов («верхошов»)
- «Узкий гладьевой валик»

В дополнение к глади в работе этой техникой часто используется наклонный стебельчатый шов. Для выполнения контуров может применяться прямой стежок «назад иголку», а для создания дополнительных эффектов — самые разнообразные декоративные стежки и строчки. Для прорезной глади основным является плотный петельный (он же сплошной обмёточный) шов.

## Стили вышивки
- Лицевое шитьё — вышивка шёлковыми нитками, застилающая поверхность короткими мелкими стежками.
- «Кэндлвик[англ.]» — стиль вышивки «тон в тон», нитками белого или натурального цвета на таком же полотне с использованием глади и французских узелков[англ.].
- Сучжоуская вышивка — двусторонняя вышивка по шёлку

Вышивка гладью является традиционной для стран Восточной и Юго-Восточной Азии, ею славятся мастера из Китая, Вьетнама, Кореи и Японии.

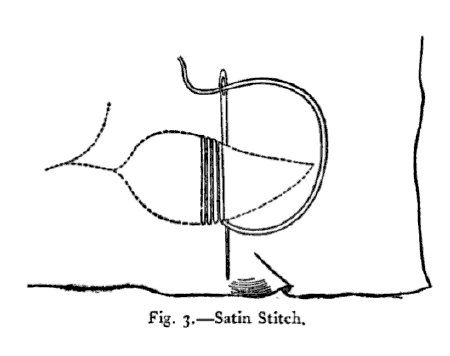
плоская гладь по контуру
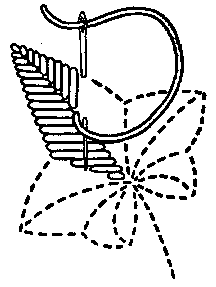
плоская гладь «косточкой»
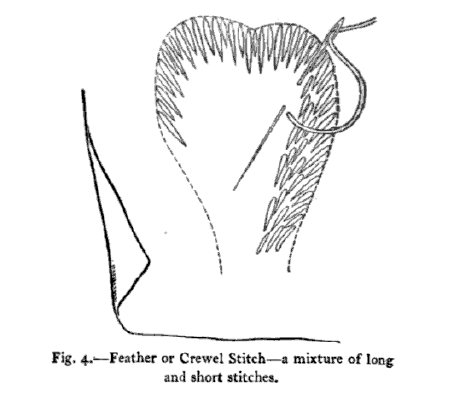
«шерстяной стежок»
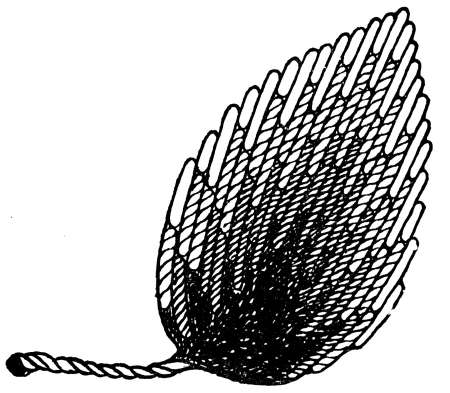
теневая гладь «шерстяным стежком»
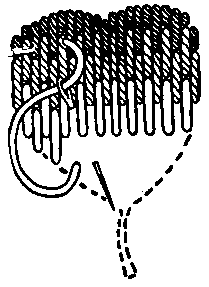
«кирпичная кладка»
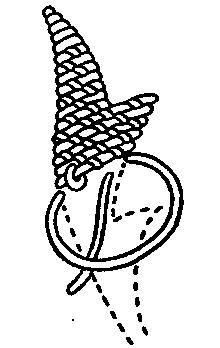
Гладь вприкреп[англ.] «бухарским стежком»
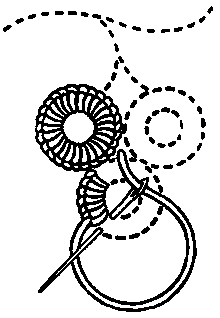
петельный[англ.] шов
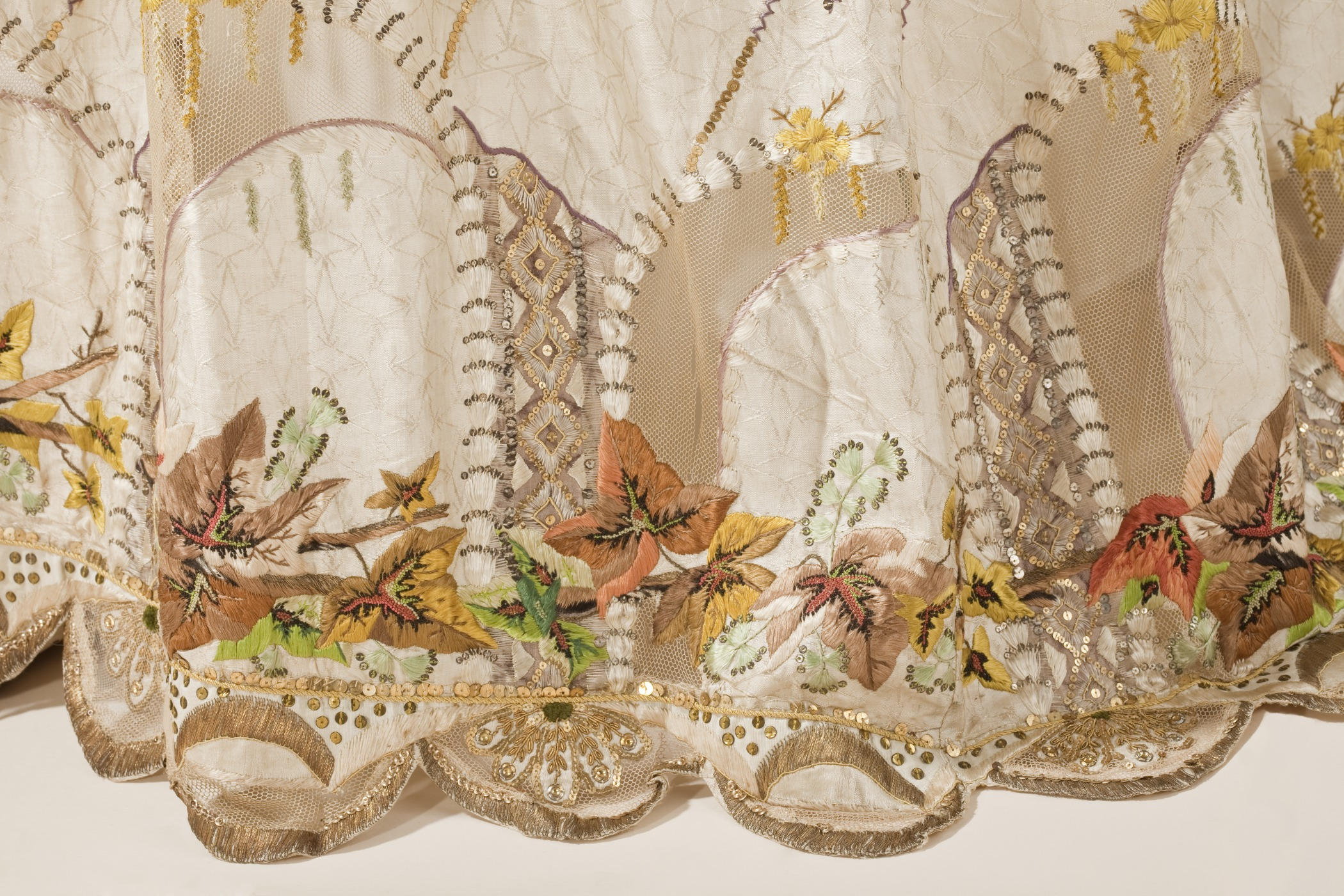
Подол платья из шёлка — вышивка гладью, дополненная пайетками (Европа, 1785—1790)
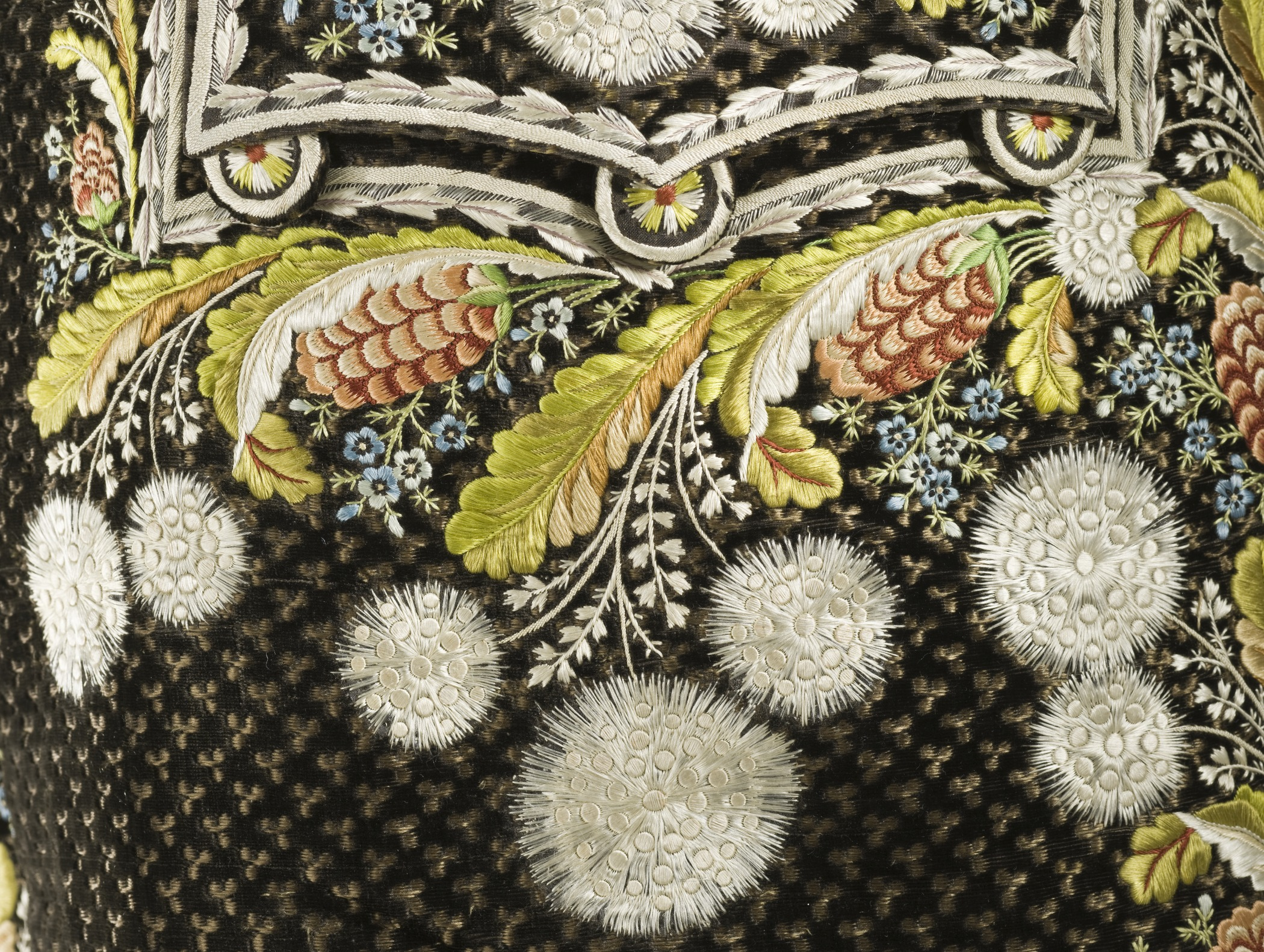
Деталь мужского аби из шёлкового бархата,(Европа, ок. 1800)
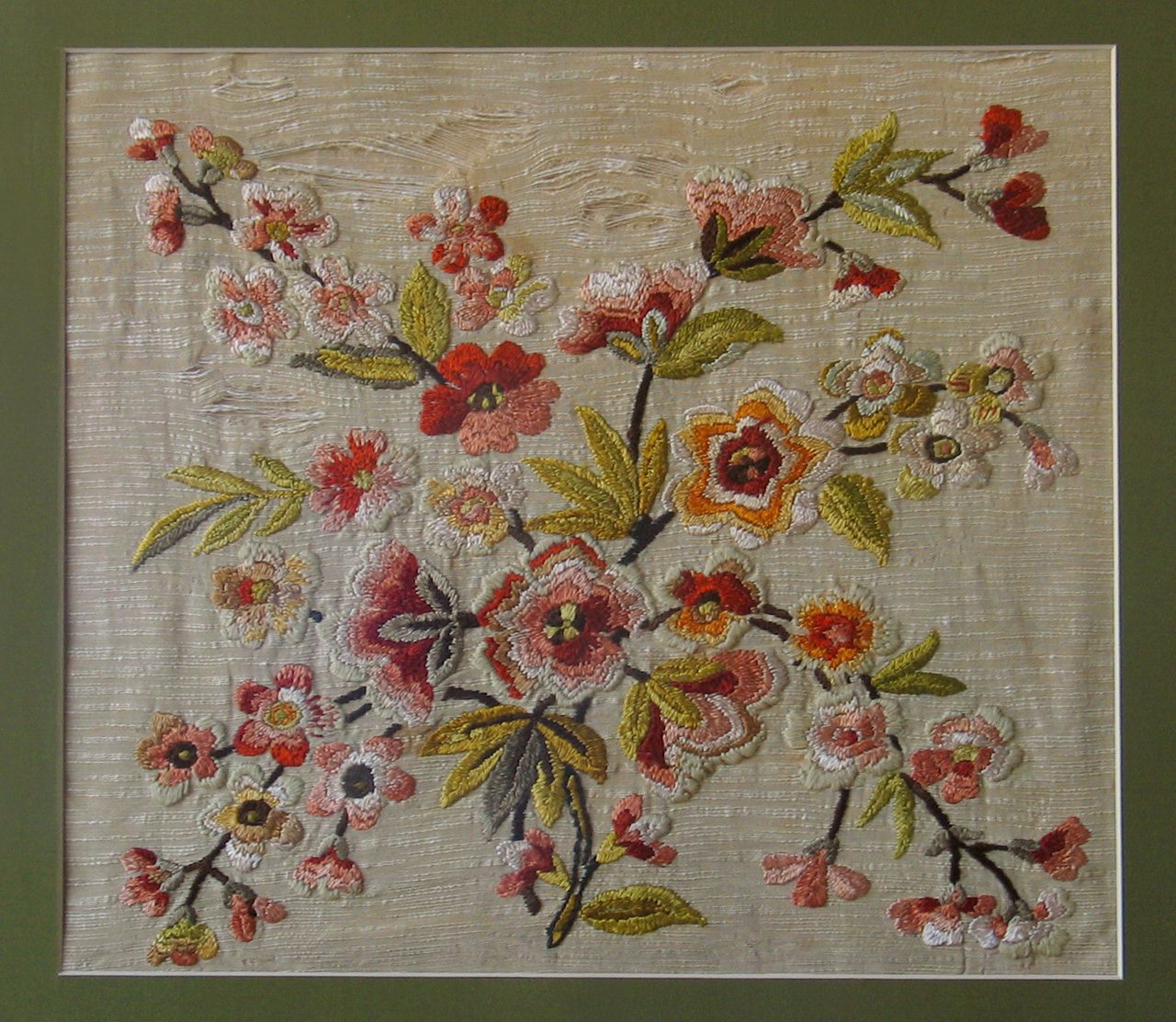
Букет цветов, вышитый гладью по шёлку